# 南岩宫

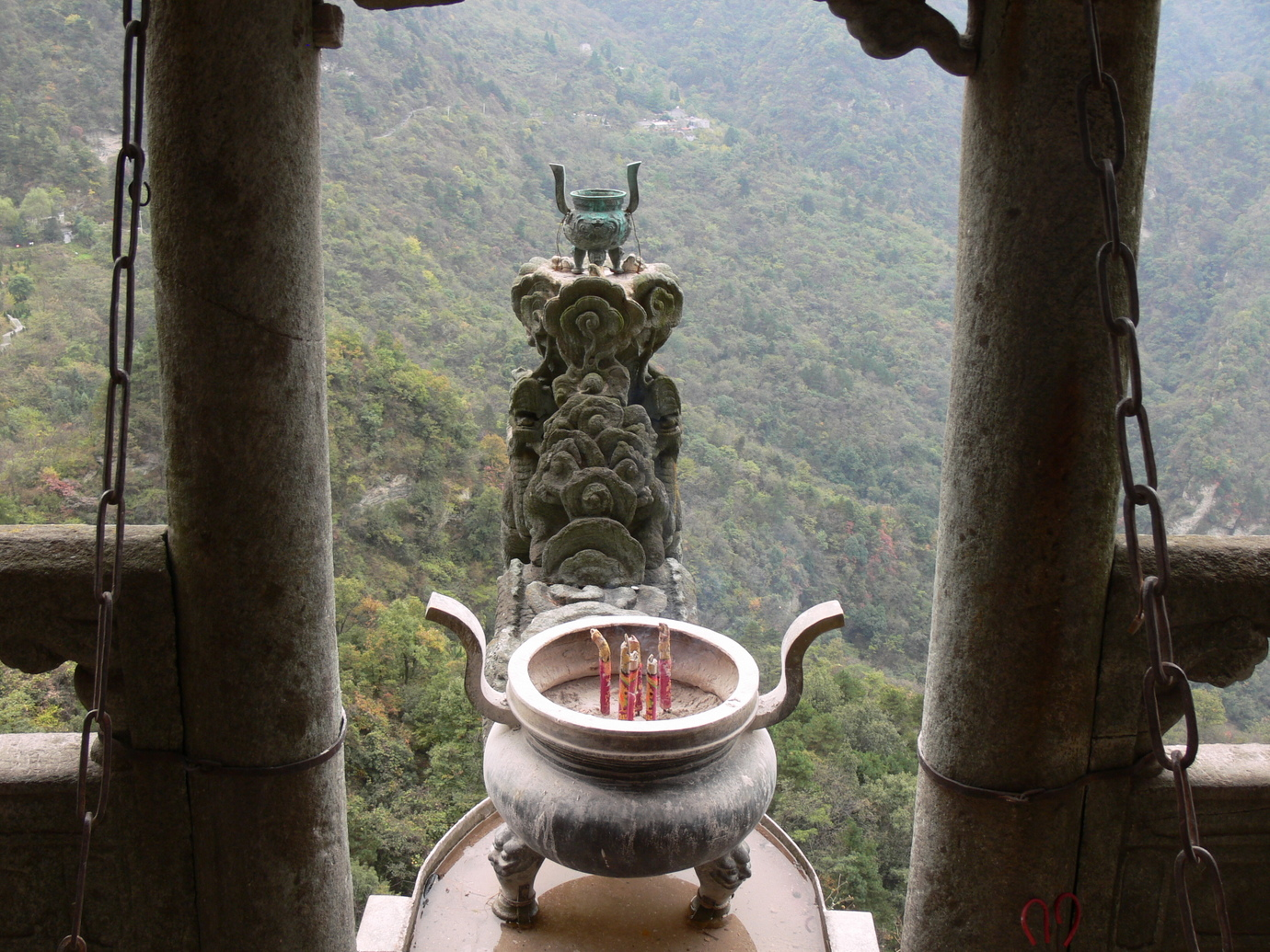
武当山南岩宫龙头香

南岩宫位于中国大陸湖北省武当山南岩坡，全称大圣南岩宫，又称紫霄岩，1996年被列为第四批全国重点文物保护单位。
南岩宫始建于唐，南宋端平三年（1236年）毁，元中统年间重建，延祐元年（1314年）赐名“天乙真庆万寿宫”。明朝永乐十一年（1413年）大规模扩建，并敕封“大圣南岩宫”。北坡上有南天门、北天门、小宫门、御碑楼、龙虎殿、玉皇殿、配殿等建筑，南侧悬崖上有皇经堂、两仪殿、万圣楼、天乙真庆宫石殿、古祺亭等建筑。宫内现存六十余通元明清以及民国碑刻和数十处摩崖石刻。主体建筑天乙真庆宫石殿为石砌仿木结构，面阔进深各三间，高6.8米，单檐歇山顶。两仪殿外有龙头状石雕伸出悬崖外，龙头上置香炉，俗称“龙头香”。